# Länsväg 224
De Zweedse weg 224 (Zweeds: Länsväg 224) is een provinciale weg in de provincie Södermanlands län in Zweden en is circa 15 kilometer lang.

## Plaatsen langs de weg
- Lästringe
- Gnesta

## Knooppunten
- E4 bij Lästringe (begin)
- Riksväg 57 bij Gnesta (einde)